# Paula Marcela Moreno Zapata
Paula Marcela Moreno Zapata (nascida em 11 de novembro de 1978) é uma engenheira, pesquisadora acadêmica e professora colombiana. Ela é reconhecida por ser a primeira mulher afro-colombiana, bem como a pessoa mais jovem, a ocupar um cargo governamental na Colômbia. Entre os anos de 2007 e 2010, ela foi Ministra da Cultura da Colômbia, durante o governo do ex-presidente Álvaro Uribe Vélez.

## Formação
Moreno estudou no Istituto Italiano di Cultura entre 1996 e 1998, graduando-se em Língua e cultura italiana. Simultaneamente, ela frequentou a Universidade Autônoma da Colômbia, onde se formou em 2001 como Bacharel em Ciências de Engenharia Industrial. Em 2003, Moreno frequentou a Universidade de Cambridge, por meio da  bolsa COLFUTURO, onde obteve o seu Mestrado em Filosofia em Estudos de Gestão. Em 2010, ela foi premiada com a bolsa acadêmica Hubert H. Humphrey Fellow, do programa de estudos urbanos e regionais do Instituto de Tecnologia de Massachusetts. Em 2014, Moreno foi selecionada como um dos dezesseis líderes globais para ser bolsista internacional da Universidade Yale.

## Carreira
Moreno é presidente da ONG colombiana Manos Visibles. Tendo atuado também como  membro dos conselhos da Fundação Ford, do Diálogo Interamericano e da Associação para o Estudo da Diáspora Africana Mundial (ASWAD). Ela já havia trabalhado nas áreas acadêmica e de desenvolvimento antes de ser nomeada Ministra da Cultura pelo governo colombiano em 2007. Foi coordenadora nacional, gerente de projetos e consultora de diversas agências de desenvolvimento, como UNESCO, Organização Pan-americana de Saúde (OPAS), bem como de organizações comunitárias e do Ministério do Interior da Colômbia. Ao mesmo tempo, foi pesquisadora do Centro de Estudos Latino-Americanos da Universidade de Cambridge, professora assistente do Departamento de Engenharia da Universidade Autônoma da Colômbia e consultora do Departamento de Estudos Gerenciais da Universidade dos Andes.

### Ministra da Cultura

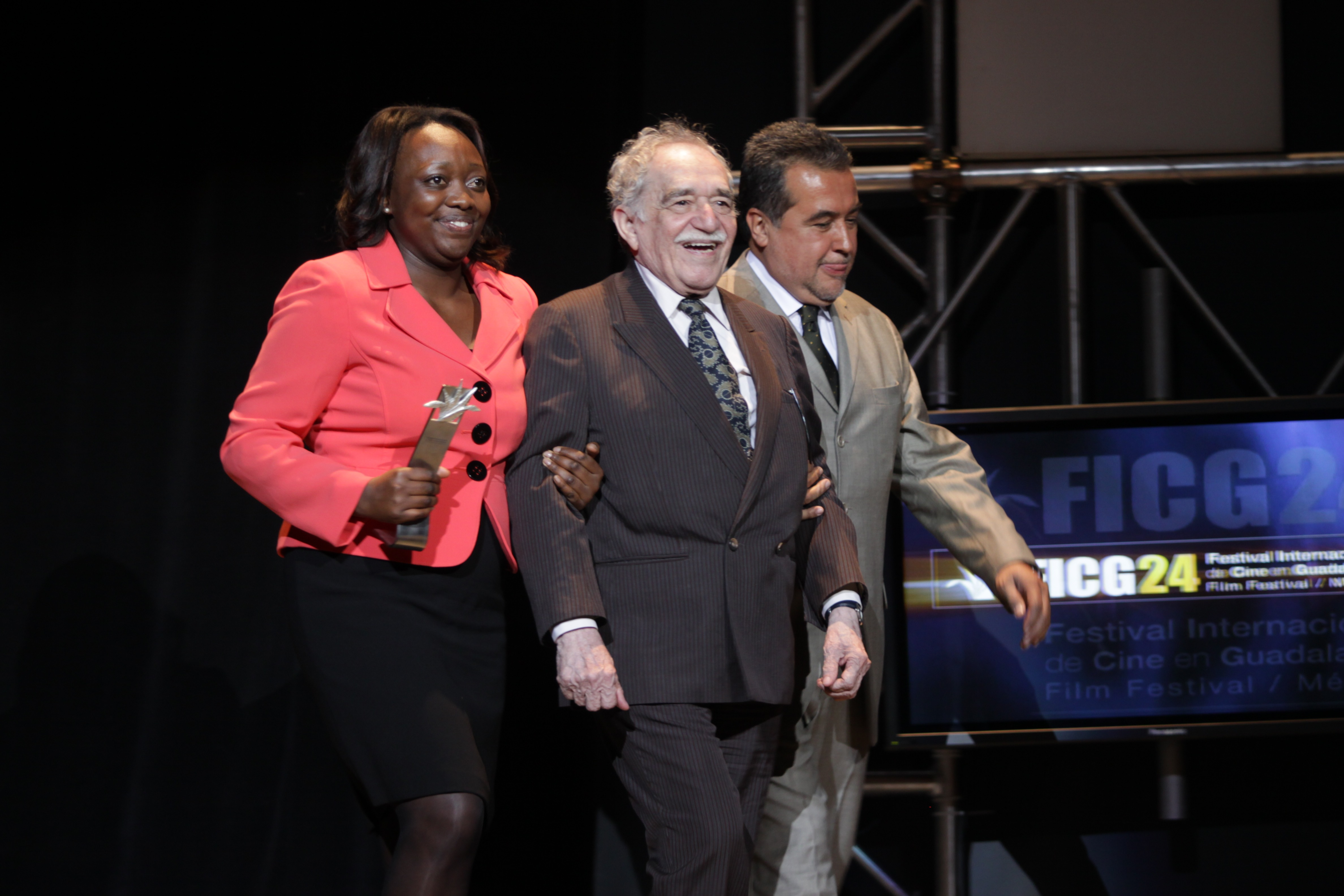
Ministra Moreno e o escritor Gabriel García Marquez no Festival Internacional de Cinema de Guadalajara, no México, em 2009.

Moreno foi nomeada em 10 de maio de 2007 como Ministra da Cultura da Colômbia pelo presidente Álvaro Uribe Vélez. O presidente Uribe apontou as qualificações de Moreno e, em 1º de junho do mesmo ano, Uribe efetivamente empossou Moreno como a 8º Ministra da Cultura do país, em uma cerimônia realizada no Gabinete da Presidência da Colômbia. Ela foi a primeira mulher afro-colombiana a ocupar um gabinete, bem como a pessoa mais jovem a fazê-lo, e a quarta pessoa de ascendência afro-colombiana a ser ministra de gabinete na história da Colômbia.
Durante seu mandato, seu trabalho mais importante e visível centrou-se na agenda legislativa, três novas leis foram aprovadas pelo congresso para o patrimônio, o sistema nacional de bibliotecas e a proteção das línguas nativas. Além disso, o avanço nas políticas culturais nacionais por meio de duas novas políticas estaduais para centros históricos, indústrias culturais e o primeiro compêndio de políticas culturais.
Moreno liderou o trabalho em torno de uma agenda internacional para a Colômbia. O país teve grandes destaques em eventos internacionais como a Feira do Livro e Cinema de Guadalajara, a Conferência da Agenda Afrodescendente para as Américas em 2008 e o Congresso Ibero-Americano de Cultura em 2010. Em nível nacional, liderou o bicentenário da Independência da Colômbia, ocorrido em 2010. Além disso, durante três anos no Ministério da Cultura organizou o Grande Concerto Nacional, um grande concerto ao vivo que aconteceu em 1.102 municípios da Colômbia e 44 embaixadas ao redor do mundo, e transmitido em rede nacional com uma audiência de mais de 10 milhões de colombianos, contou com a participação de mais de 200.000 artistas que se apresentaram em diferentes palcos do país, e incluiu artistas como Carlos Vives, Juanes e Shakira, além de danças folclóricas e grupos musicais que representavam todas as variações de música e danças da Colômbia.

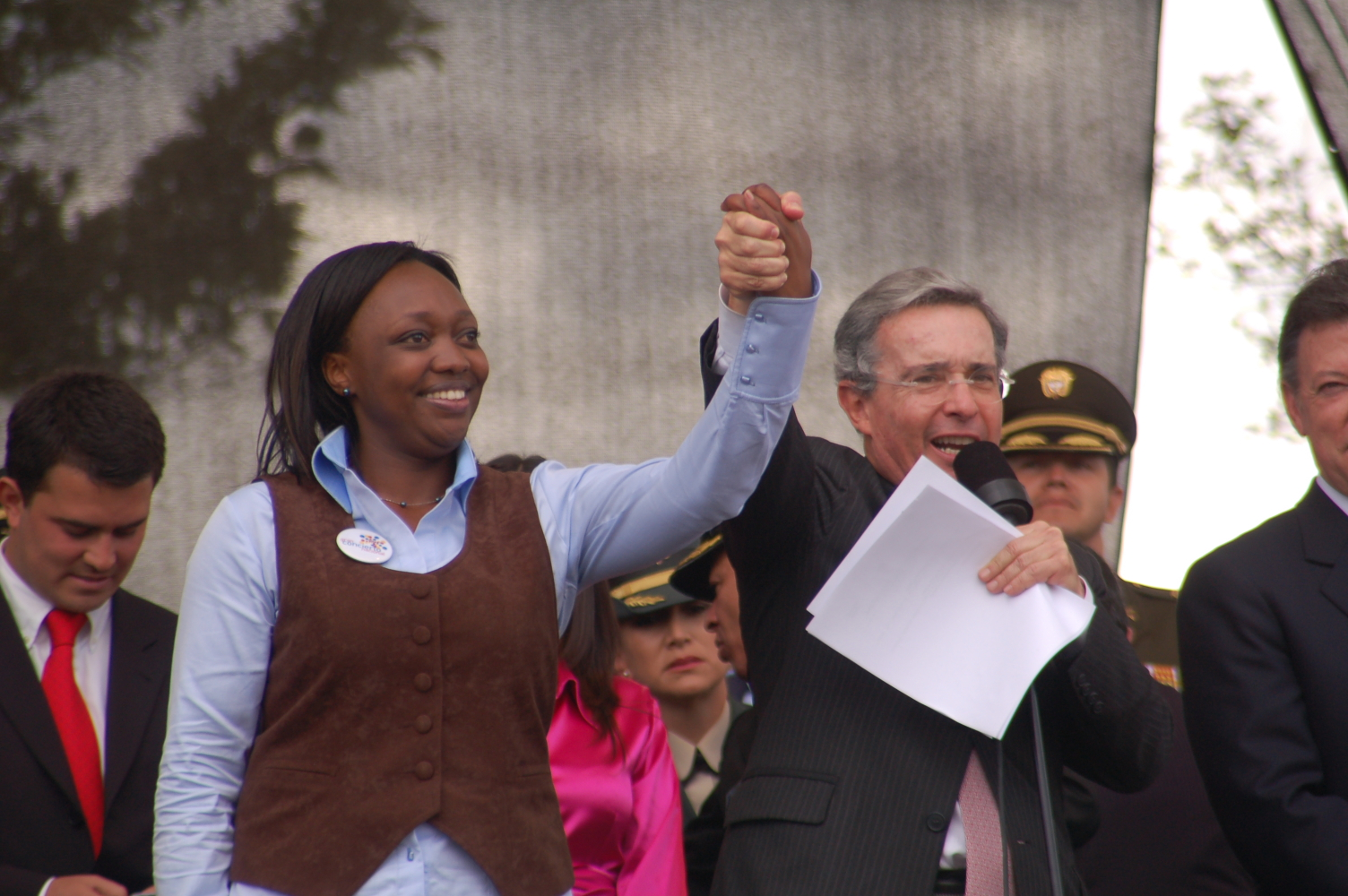
Ministra Moreno com o ex-presidente Álvaro Uribe Vélez no Grande Concerto Nacional em 20 de julho de 2010.

### Mãos Visíveis
Manos Visibles é uma ONG colombiana fundada em 2010 por Moreno, junto a Hernan Bravo e Patricia Alvarez. Seu principal objetivo é promover a efetiva inclusão e integração social na Colômbia, capacitando líderes populares para mudar as relações de poder na Colômbia. Manos Visibles é composta por líderes e organizações que promovem a autoinclusão e trabalham pela construção da paz nas áreas mais violentas e vulneráveis da Colômbia. Esta rede integra mais de 500 líderes e organizações universitárias, comunitárias e midiáticas. Manos Visibles é financiada pelo BBVA, Fundação Ford, Fundação Avina, National Endowment for Democracy, entre outras organizações nacionais e internacionais.

## Honrarias
Paula Moreno é reconhecida pela BBC como uma das 100 mulheres líderes do mundo.Em 2011, ela foi condecorada pelo ex-presidente Uribe; e também pelo ex-presidente do México Felipe de Jesús Calderón Hinojosa com a Ordem da Águia Asteca, por sua contribuição para a melhoria das relações bilaterais entre Colômbia e México, durante seu mandato como Ministra da Cultura. Além disso, ela também recebeu o Prêmio Unita Blackwell, em 2009, concedido pelo Comitê de Mulheres da Conferência Nacional de Prefeitas Negras dos Estados Unidos, por sua contribuição ao desenvolvimento cultural das comunidades afro-colombianas.

## Vida pessoal
Nascida em Bogotá, em 11 de novembro de 1978, filha de Armando Moreno, funcionário aposentado dos Aquedutos de Bogotá, e María Zényde Zapata, advogada, ambos originários do Departamento de Cauca .

## Trabalhos selecionados
- Davis, ed. (2008). «Afro-Colombians: the different meanings of the African diaspora». Encyclopedia of the African Diaspora: Origins, Experiences, and Culture. 2 1st ed. Santa Barbara, California: ABC-CLIO. ISBN 978-1-85109-700-5. OCLC 214322660
- An organizational approach to the biodiversity management by local communities in developing countries (PDF). Cambridge: Judge Business School|Judge Institute of Management Studies. 2005. Consultado em 1 de junho de 2009
- «Biodiversity Management: A Current Trace of the African Diaspora». Perspectives on Global Development and Technology. 5, Nº3. Boston: Leiden. 2006. pp. 197–211. ISSN 1569-1500. OCLC 201719995
- Memorias de una gestión pública en cultura. Colombia diversa: Cultura de todos, Cultura para todos., Colombia: Ministerio de Cultura, República de Colombia, 2010